# Benedykt Beniamin Morykoni
Benedykt Beniamin Morykoni (Morykoni Pucini, Moriconi) herbu własnego, (zm. 1812) – członek Rady Narodowej Litewskiej w 1794 roku, pisarz wielki litewski w 1777 roku, szambelan króla Stanisława Augusta Poniatowskiego w 1771 roku, poseł na sejmy, starosta piński.

## Życiorys
Członek konfederacji Andrzeja Mokronowskiego i poseł na sejm 1776 roku z powiatu wiłkomierskiego.  Członek Departamentu Interesów Cudzoziemskich Rady Nieustającej w 1777 roku. Poseł na sejm 1780 roku z powiatu wiłkomierskiego. Poseł powiatu wiłkomierskiego na sejm 1784 roku.
Był konsyliarzem powiatu wiłkomierskiego w konfederacji generalnej Wielkiego Księstwa Litewskiego w konfederacji targowickiej, delegowany w 1792 roku przez konfederację generalną jako komisarz do komisji skarbu Wielkiego Księstwa Litewskiego. Członek sprzysiężenia na Litwie, przygotowującego wybuch powstania kościuszkowskiego. Członek Rady Najwyższej Rządowej Litewskiej. W 1794 roku był członkiem Deputacji Tajnej.  Kierownik Wydziału Żywności Deputacji Centralnej Wielkiego Księstwa Litewskiego w powstaniu kościuszkowskim w 1794 roku.
W 1786 odznaczony Orderem Orła Białego, w 1777 został kawalerem Orderu Świętego Stanisława.